# Jerzy Rychłowski
Jerzy Leon Wojciech Rychłowski (ur. 19 lutego 1897 w Poznaniu, zm. 25 kwietnia 1929 w Miechowicach) – major dyplomowany pilot-obserwator Wojska Polskiego.

## Życiorys
Był synem Zygmunta Rychłowskiego h. Nałęcz i Michaliny z Modlibowskich h. Dryja. W 1916 roku, po ukończeniu Gimnazjum Marii Magdaleny w Poznaniu, został wcielony do Cesarskiej Marynarki Wojennej (niem. Kaiserliche Marine). Po ukończeniu kursu obserwatorów pełnił służbę w lotnictwie morskim (niem. Marinefliegerkräfte) między innymi na stanowisku dowódcy eskadry dalekiego rozpoznania. Awansował na porucznika. Służbę zakończył w listopadzie 1918 roku, w czasie rewolucji w Niemczech.
Służbę w Wojsku Polskim rozpoczął w 1918 roku jako referent w Sekcji Marynarki Ministerstwa Spraw Wojskowych. W okresie od czerwca 1919 roku do marca 1920 roku był oficerem ordynansowym Naczelnego Wodza i Naczelnika Państwa Józefa Piłsudskiego. W międzyczasie odbył przeszkolenie we Francuskiej Szkole Pilotów w Warszawie. 30 stycznia 1920 roku został zatwierdzony w stopniu kapitana ze starszeństwem z dniem 1 kwietnia 1920 roku i 14. lokatą w korpusie morskim. Wiosną 1920 roku objął dowództwo ORP „Pomorzanin”, pierwszego okrętu polskiej Marynarki Wojennej. W sierpniu 1920 roku, w przełomowym momencie wojny z bolszewikami pełnił służbę na stanowisku oficera operacyjnego sztabu Grupy „Zegrze”. Jego bezpośrednim przełożonym (szefem sztabu) był wówczas Karol Korytowski. W październiku 1920 roku objął dowództwo dywizjonu monitorów rzecznych w Toruniu, a w lutym 1921 roku został przeniesiony na stanowisko starszego oficera na ORP „Komendant Piłsudski” (dowódcą okrętu był wspomniany już Karol Korytowski). Od marca 1921 roku do listopada 1922 roku był referentem w Departamencie Spraw Morskich Ministerstwa Spraw Wojskowych i w Biurze Ścisłej Rady Wojennej w Warszawie.
Pod koniec listopada 1922 roku został przeniesiony do korpusu oficerów aeronautyki, przydzielony do 1 pułku lotniczego w Warszawie i wyznaczony na stanowisko dowódcy dywizjonu ćwiczebnego. Wkrótce został przeniesiony do Szkoły Pilotów w Bydgoszczy, a następnie Wyższej Szkoły Pilotów w Grudziądzu. W kwietniu 1923 roku uzyskał dyplom pilota i powrócił do 1 pułku lotniczego na stanowisko oficera taktycznego. Z dniem 1 listopada 1924 roku został przydzielony do Wyższej Szkoły Wojennej w Warszawie, w charakterze słuchacza Kursu Normalnego. 1 grudnia 1924 roku awansował na majora ze starszeństwem z dniem 15 sierpnia 1924 roku i 31. lokatą w korpusie oficerów aeronautycznych. Z dniem 11 października 1926 roku, po ukończeniu kursu i uzyskaniu dyplomu naukowego oficera Sztabu Generalnego, został przydzielony do Oficerskiej Szkoły Lotniczej w Grudziądzu (od kwietnia 1927 roku w Dęblinie) na stanowisko dyrektora nauk. Komendantem szkoły, która 1928 roku została przemianowana na Szkołę Podchorążych Lotnictwa, był pułkownik Roman Florer.
W kwietniu 1929 roku został wyznaczony na stanowisko zastępcy dowódcy 3 pułku lotniczego w Poznaniu-Ławicy. Obowiązków na tym stanowisku nie zdążył objąć. Zginął 25 kwietnia 1929 roku w katastrofie lotniczej razem z kapitanem pilotem-obserwatorem Stanisławem Wojciechem Pawłowskim. Obaj lotnicy wystartowali w Dęblinie w czasie burzy śnieżnej. W czasie lotu stracili orientację i byli zmuszeni lądować. W trakcie lądowania samolot skapotował i zsunął się z brzegu do Wisły. Według autorów Ku Czci Poległych Lotników ... katastrofa miała miejsce w pobliżu miejscowości Miechowice, w ówczesnym powiecie gostynińskim.

## Ordery i odznaczenia
- Złoty Krzyż Zasługi
- Srebrny Krzyż Zasługi (16 marca 1928)[12]
- Krzyż Oficerski Orderu Orła Białego (1929, Jugosławia)[13]
- Odznaka Pilota (1928, Włochy)[14]